# Vic Wild
Victor Ivan Wild (en ruso: Виктор Айвен Уайлд, conocido como Vic Wild; White Salmon, Estados Unidos, 23 de agosto de 1986) es un deportista estadounidense que compite para Rusia en snowboard, especialista en las pruebas de eslalon paralelo. Está casado con la snowboarder rusa Aliona Zavarzina.
Participó en tres Juegos Olímpicos de Invierno, entre los años 2014 y 2022, obteniendo en total tres medallas, dos de oro en Sochi 2014, en las pruebas de eslalon paralelo y eslalon gigante paralelo, y una de bronce en Pekín 2022, en el eslalon gigante paralelo.
Ganó una medalla de bronce en el Campeonato Mundial de Snowboard de 2013, en el eslalon gigante paralelo.
Wild compitió originalmente para su país natal, pero debido a que el programa estadounidense de alta competición no le brindó el apoyo económico suficiente, decicidió adoptar la nacionalidad de su esposa y competir bajo la bandera rusa a partir de 2012. Por su éxito en los Juegos de Sochi 2014, recibió en Rusia la Orden al Mérito por la Patria.

## Medallero internacional
| Juegos Olímpicos   | Juegos Olímpicos  | Juegos Olímpicos  | Juegos Olímpicos         |
| Año                | Lugar             | Medalla           | Prueba                   |
| ------------------ | ----------------- | ----------------- | ------------------------ |
| 2014               | Sochi (Rusia)     | Medalla de oro    | Eslalon paralelo         |
| 2014               | Sochi (Rusia)     | Medalla de oro    | Eslalon gigante paralelo |
| 2022               | Pekín (China)     | Medalla de bronce | Eslalon gigante paralelo |
| Campeonato Mundial |                   |                   |                          |
| Año                | Lugar             | Medalla           | Prueba                   |
| 2013               | Stoneham (Canadá) | Medalla de bronce | Eslalon gigante paralelo |